# Cardiff Devils
Cardiff Devils je hokejový klub z Cardiffu, který hraje Britskou hokejovou ligu v Británii.
Klub byl založen roku 1986. Jejich domovským stadionem je Cardiff Arena s kapacitou 2500 lidí.

## Klubové úspěchy
- Britská liga ledního hokeje (play-off) - 1990, 1993, 1994, 1997
- Autumn Cup - 1993-94
- Challenge Cups - 2005-06
- British Knockout Cups - 2006-07